# 托马斯圆环

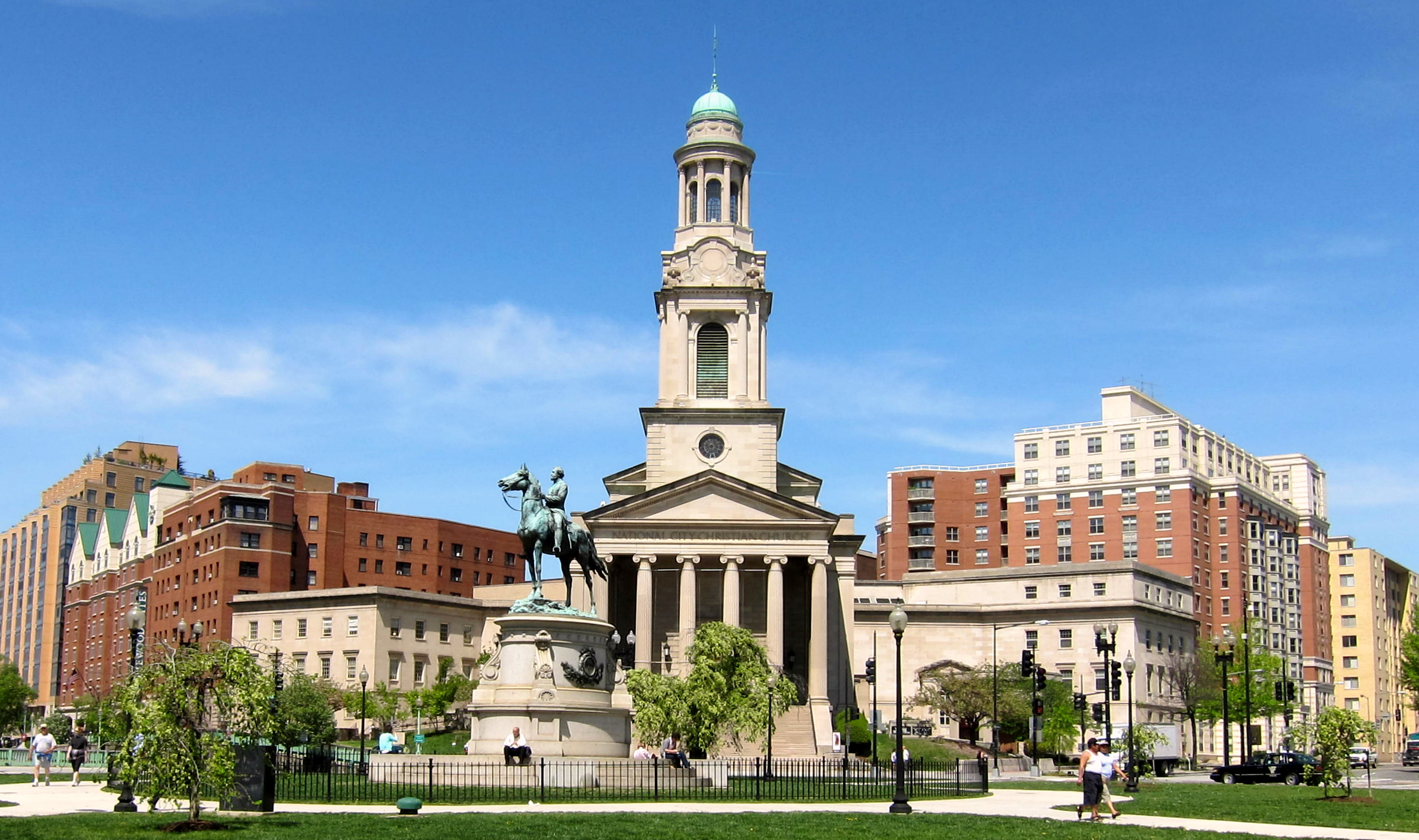
托马斯圆环西北角的教堂

托马斯圆环（Thomas Circle）是美国华盛顿哥伦比亚特区西北区的一个交通环岛，位于马萨诸塞大道、佛蒙特大道、14街和M街交汇处。
托马斯圆环是朗方首都规划的一部分。它是以美国内战期间北军将军乔治·亨利·托马斯命名。

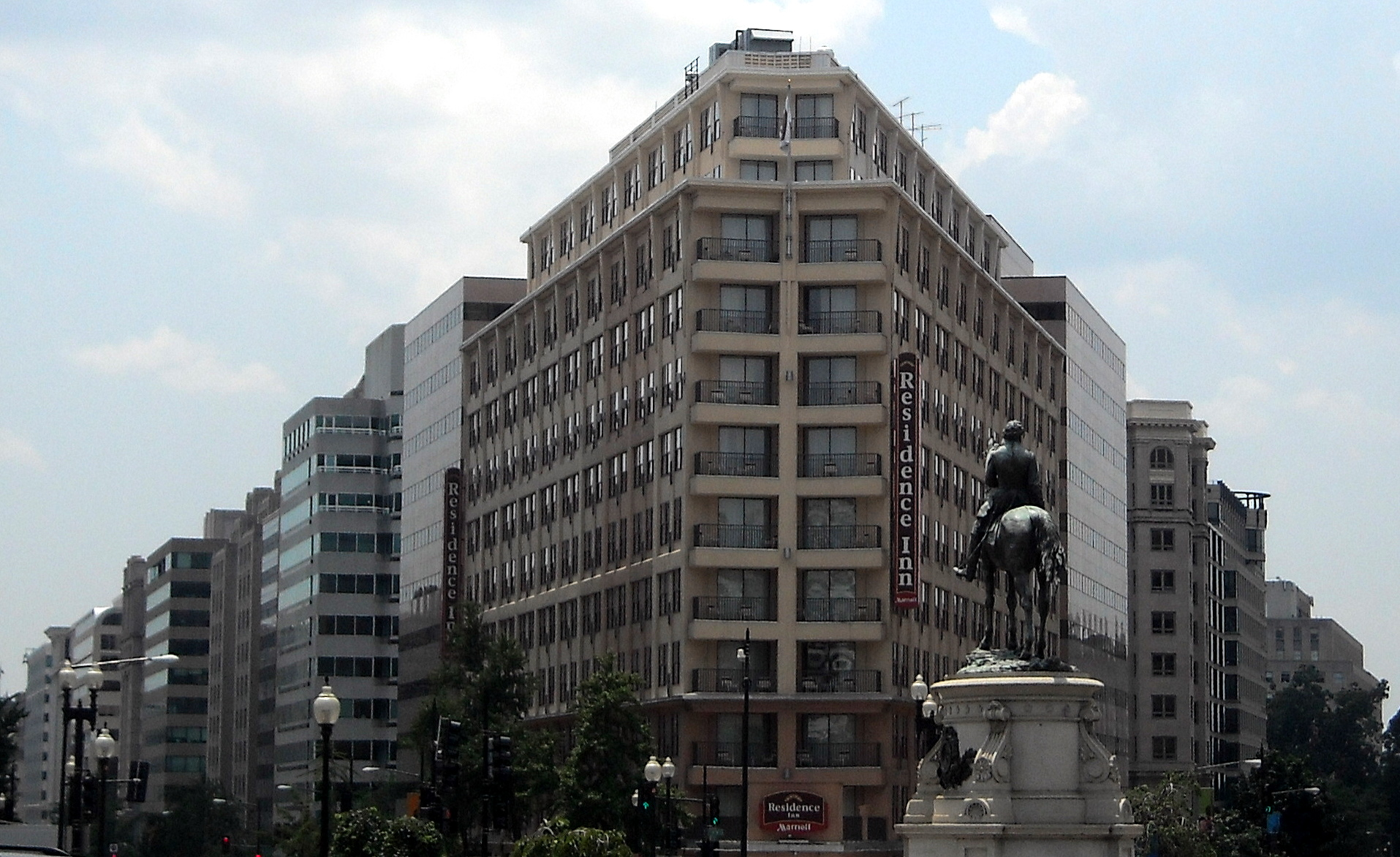
乔治·亨利·托马斯将军骑马铜像

乔治·亨利·托马斯将军骑马铜像自1879年立于托马斯圆环。 